# バレーボールサモア男子代表
バレーボールサモア男子代表は、バレーボールの国際大会で編成されるサモアの男子バレーボールナショナルチームである。

## 歴史
1984年に国際バレーボール連盟へ加盟。西サモア時代にオーストラリアで2度目の開催となった第6回大会の1991年アジア選手権に初出場。オセアニアの中ではオーストラリア、ニュージーランドに次いで3番目にアジア選手権出場を果たしたナショナルチームである。しかし出場はこの1回のみで、島嶼国のトンガと同様、主な国際大会出場はほとんどない。2010年世界選手権大陸予選ではニュージーランド、フィジーとともに初めて出場を果たした。

## 過去の成績

### オリンピックの成績
- 出場なし

### 世界選手権の成績
- 2010年 - アジア予選敗退

### アジア選手権の成績
- 1991年 - 15位